# Mayer Amschel Rothschild

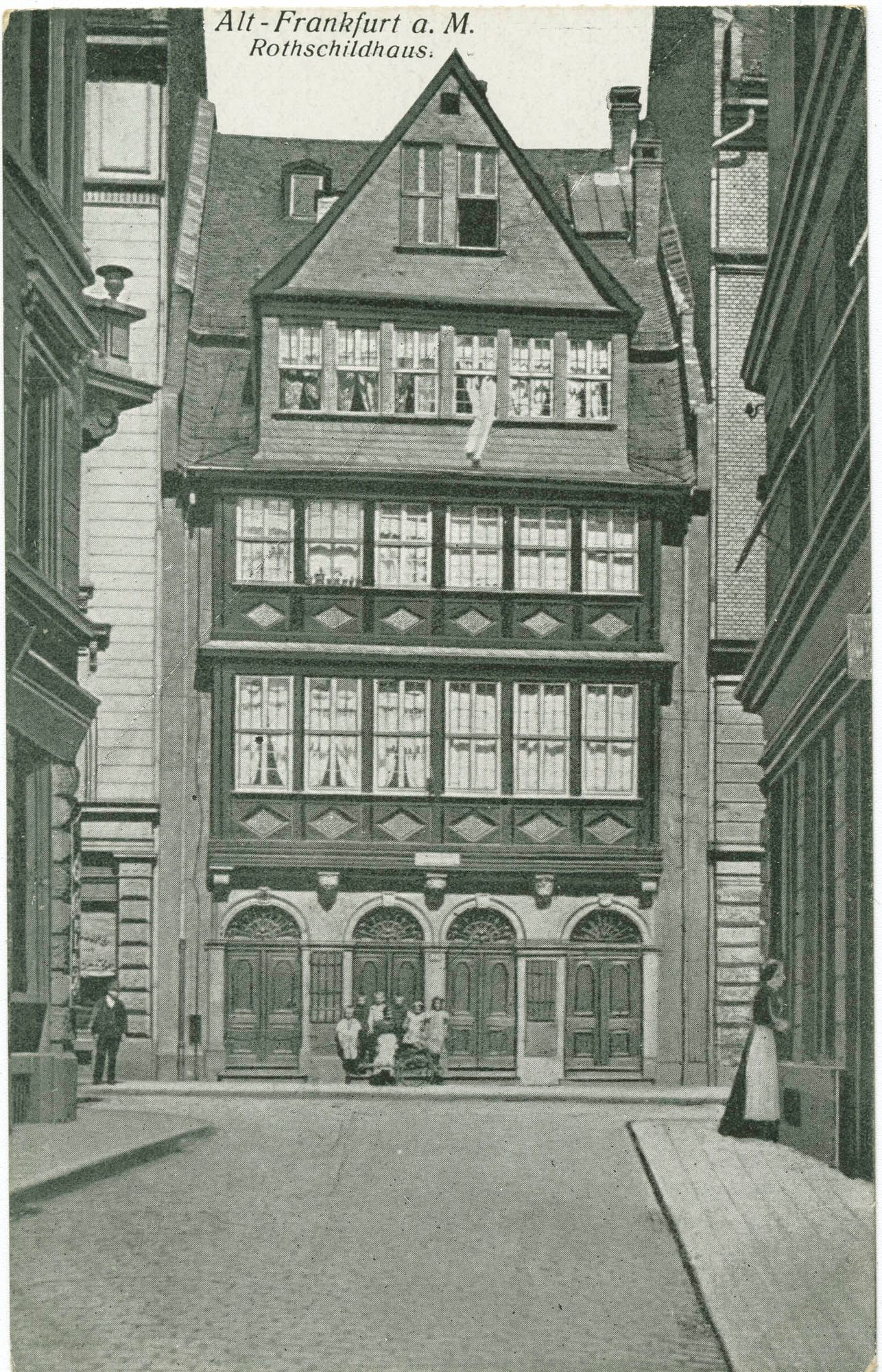
Ngôi nhà gia đình Rothschild ở Frankfurter Judengasse.

Mayer Amschel Rothschild, cũng viết Anschel (23 tháng 2 năm 1744 - 19 tháng 9 năm 1812), là một nhà ngân hàng người Do Thái Đức và là người sáng lập triều đại ngân hàng Rothschild. Được gọi là "người cha sáng lập của tài chính quốc tế", Rothschild được xếp hạng thứ bảy trong danh sách xếp hạng "Hai mươi doanh nhân có ảnh hưởng nhất mọi thời đại" năm 2005 của tạp chí Forbes.

## Tiểu sử
Mayer Amschel Rothschild sinh năm 1744 tại Judengasse, ghetto Do Thái Frankfurt am Main, Đế quốc La Mã Thần thánh, một trong tám người con của Amschel Moses Rothschild (qua đời năm 1755) và vợ là Schönche Rothschild (nhũ danh Lechnich, năm 1756).
Tổ tiên của Rothschilds có thể được bắt nguồn từ năm 1577 từ Izaak Elchanan Rothschild (Isaac Elchanan Bacharach, zum Hahn), có tên bắt nguồn từ tiếng Đức zum rothen Schild (với cách viết cũ "th"), có nghĩa là "với chiếc khiên màu đỏ ", ám chỉ đến ngôi nhà nơi gia đình sống nhiều thế hệ.